# Сражение при Солахоне
Сражение при Солахоне (греч. Μάχη του Σολάχωνος) — одно из сражений во время ирано-византийской войны (572—591), произошедшие в 586 году в северной Месопотамии между войсками Византийской империи и Сасанидского Ирана.

## Предыстория

Первоначальная диспозиция двух армий.

Прорыв Виталием иранского левого фланга.

Успех византийского левого фланга и крах иранской армии.

Весной 586 года византийский император Маврикий отклонил сасанидские предложения, предполагавшие заключение мира в обмен на возобновление выплат золотом, и поэтому возобновились взаимные набеги на сопредельную территорию. 
По Феофилакту Симокатте, стратиг (magister militum per Orientem) Филиппик стремился дать персам генеральное сражение, и поэтому византийский полководец  двинулся на юг от своей базы в Амиде, пересек реку Арзамон (современный Зерган на юго-востоке Турции и северо-востоке Сирии) и продвинулся примерно на 15 километров на восток к равнине Солахон, где стал лагерем. Эта позиция, к югу от крепостей Мардес и Дара, позволила армии Филиппика контролировать проход через реку Арзамон и заставила иранскую армию под командованием Кардаригана наступать через безводную равнину, вдали от своих путей снабжения, прежде чем встретиться с византийскими войсками.
Кардариган организовал сопровождение своей армии множеством верблюдов, везущих воду для войск, и двинулся к Арзамону. Однако его передвижение было обнаружены арабами, союзниками Византии, что позволило Филиппику подготовиться к битве.

## Ход сражения
Когда разведчики Филиппика сообщили о приближении персов, он построил своих людей на возвышенности лицом к направлению, с которого наступала иранская армия, при этом его левый фланг был защищен предгорьями горы Изалас. Византийцы, по-видимому, были выстроены в одну боевую линию. Центром командовал Ираклий Старший, отец будущего императора Ираклия. Такое же расположение было принято персами, как только они появились на поле сражения. Центром командовал Кардариган. Обе армии, по-видимому, состояли исключительно из кавалерии, включавшей смесь копейщиков и конных лучников, возможно, с несколькими включенными отрядами катафрактариев. 
После короткой остановки, чтобы оставить обоз позади и сформировать боевую линию, иранская армия быстро двинулась на византийцев, стреляя стрелами по мере приближения. Византийцы ответили тем же, а затем выступили вперед, чтобы встретить приближающегося врага. С византийского правого фланга Виталий быстро одержал победу, его тяжелая кавалерия прорвала персидский фланг и оттеснила своих противников влево за их собственную основную линию. Однако в этот момент возникла угроза катастрофы, поскольку многие из солдат Виталия нарушили строй и направились к вражескому лагерю, намереваясь его разграбить. Филиппик, однако, увидел, что произошло, и быстро отреагировал. Он отдал свой отличительный шлем одному из своих телохранителей и послал его собрать кавалерию под страхом наказания от самого командующего армией. Хитрость сработала: люди узнали шлем и вернулись в строй как раз вовремя, чтобы остановить персов, которые перегруппировались в центре и оттесняли численно уступающих им византийцев.
Чтобы противостоять удару противника, Филиппик приказал всадникам центра спешиться и образовать стену из щитов с выступающими из нее копьями. Неясно, что произошло дальше, но, по-видимому, византийские лучники стреляли в коней персов, прекратив их бег. В то же время византийскому левому флангу удалось провести успешный контрудар, который отбросил правое крыло противника, которое дрогнуло и бежало, преследуемое ромеями. После того, как оба крыла распались, сасанидский центр теперь подвергся атаке со стороны сплочённого византийского правого фланга, который отбросил его на персидский правый фланг. Атакованные с нескольких сторон превосходящими силами ромеев, персы, нарушив строй, бежали.

## Результаты
Разбитая армия сильно пострадала не только от византийского преследования, но и из-за нехватки воды: перед битвой Кардариган приказал вылить воду на землю, пытаясь заставить своих людей сражаться сильнее, чтобы прорваться через византийскую армию и достичь Арзамона. Кроме того, выжившим персам было отказано во входе в Дару, поскольку, по словам Симокатты, иранский обычай запрещал вход беглецам. Сам Кардариган сумел найти убежище на вершине близлежащего холма с небольшим отрядом и выдержал несколько византийских атак. 
После битвы Филиппик наградил отличившихся солдат и разделил между ними добычу побежденных персов. Затем он снова вторгся в Арзанену. Однако его попытка захватить крепость Хломарон была сорвана, когда Кардариган прибыл с подкреплением. Византийская армия отступила к крепости Афумон, сражаясь в арьергардных боях с преследовавшими ее персами.
Победа при Солахоне позволила византийцам вернуть себе превосходство в районе Тур-Абдин, и после этого они начали восстанавливать свой контроль над регионом вокруг Дары.